# NGC 1405
NGC 1405 este o galaxie lenticulară situată în constelația Eridanul. A fost descoperită în 26 decembrie 1885 de către Francis Leavenworth.